# Euproctis habrostola
Euproctis habrostola är en fjärilsart som beskrevs av Turner 1902. Euproctis habrostola ingår i släktet Euproctis och familjen tofsspinnare. Inga underarter finns listade i Catalogue of Life.